# Judith Kelman
Pour les articles homonymes, voir Kelman.
Judith Kelman, née le 21 octobre 1945 à Brooklyn, à New York, aux États-Unis, est une femme de lettres américaine, auteure de roman policier.

## Biographie
Elle fait des études à l'université Cornell, où elle obtient un diplôme de psychologie, puis à la Southern Connecticut State University (en), où elle étudie les troubles de la communication. Elle travaille comme professeur auprès d'enfants en difficulté, avant de devenir orthophoniste. Elle abandonne toutefois son emploi pour se consacrer à l'écriture après la parution de Prime Evil, son premier roman, en 1986.
En 1987, dans Comme un voile d'ombre (Where Shadows Fall), elle crée le personnage de Sara Spooner, responsable d'un bureau des homicides d'un District Attorney de New York. Ce personnage revient, en 1989, dans La Vipère de velours (Hush Little Darlings). 
En 1991, elle fait paraître Le Rôdeur (Someone's Watching), un « véritable chef-d'œuvre de suspense (dans lequel) le lecteur pantelant suit les agissements atroces du criminel et brûle d'offrir sa propre voix au malheureux enfant sans défenses », selon Claude Mesplède et Michèle Witta. Pour ces deux critiques littéraires, Judith Kelman est « une romancière experte dans l'art de séduire un lectorat sensible aux récits angoissants ».

## Œuvre

### Romans

#### SérieSara Spooner
- Where Shadows Fall (1987) Publié en français sous le titre Comme un voile d'ombre, Paris, Payot & Rivages, coll. « Payot suspense » (2000)  (ISBN 2-228-89330-7) ; réédition, Paris, Pocket, coll. « Presses-Pocket » no 10847 (2001)  (ISBN 2-266-09835-7)
- Hush Little Darlings (1989) Publié en français sous le titre La Vipère de velours, Paris, Payot & Rivages, coll. « Payot suspense » (2002)  (ISBN 2-228-89626-8) ; réédition, Paris, Pocket, coll. « Presses-Pocket » no 10849 (2004)  (ISBN 2-266-09837-3)

#### Autres romans
- Prime Evil (1986)
- While Angels Sleep (1988) Publié en français sous le titre Le Sommeil des anges, Paris, Pocket, coll. « Presses-Pocket » no 10848 (2005)  (ISBN 2-266-09834-9)
- Someone's Watching (1991) Publié en français sous le titre Le Rôdeur, Paris, Éditions Jean-Claude Lattès, coll. « Suspense & cie » (1995)  (ISBN 2-7096-1576-2) ; réédition LGF, coll. « Le Livre de poche » no 7678 (1996)  (ISBN 2-253-07678-3) ; réédition Pocket, coll. « Presses-Pocket » no 11392 (2004)  (ISBN 2-266-11576-6)
- The House on the Hill (1992) Publié en français sous le titre Entre les mailles du filet, Paris, Payot & Rivages, coll. « Payot suspense » (1999)  (ISBN 2-228-89239-4)
- If I Should Die (1993) Publié en français sous le titre Phobies, Paris, Éditions Jean-Claude Lattès, coll. « Suspense & cie » (1996)  (ISBN 2-7096-1738-2), réédition, Paris, Pocket, coll. « Presses-Pocket » no 10351 (2000)  (ISBN 2-266-08014-8)
- One Last Kiss (1994) Publié en français sous le titre Un dernier baiser, Paris, Payot & Rivages, coll. « Payot suspense » (1997)  (ISBN 2-228-89110-X) ; réédition, Paris, Pocket, coll. « Presses-Pocket » no 10483 (1998)  (ISBN 2-266-08253-1)
- More Than you Know (1995) Publié en français sous le titre Plus que vous n'en savez, Paris, Payot & Rivages, coll. « Payot suspense » (1998)  (ISBN 2-228-89168-1) ; réédition, Paris, Pocket, coll. « Presses-Pocket » no 10462 (2005)  (ISBN 2-266-15825-2)
- Fly Away Home (1996)
- After the Fall (1999)
- Morphing the Millennium (2000)
- Summer of Storms (2001) Publié en français sous le titre L'Été des orages, Paris, Payot & Rivages, coll. « Payot suspense » (2001)  (ISBN 2-228-89432-X) ; réédition, Paris, Pocket, coll. « Presses-Pocket » no 11483 (2006)  (ISBN 2-266-11848-X)
- Original Sin (2002)
- Every Step You Take (2003) Publié en français sous le titre Cauchemar sans visage, Paris, Payot & Rivages, coll. « Payot suspense » (2004)  (ISBN 2-228-89932-1) ; réédition, Paris, Pocket, coll. « Presses-Pocket » no 12871 (2007)  (ISBN 978-2-266-15868-8)
- The Session (2006) Publié en français sous le titre Un enfant dans la nuit, Paris, Payot & Rivages, coll. « Payot suspense » (2007)  (ISBN 978-2-228-90205-2) ; réédition, Paris, Pocket, coll. « Presses-Pocket » no 13802 (2011)  (ISBN 978-2-266-18579-0)
- Backward in High Heels (2006)
- The First Stone (2007) Publié en français sous le titre La Petite Fille en haut de l'escalier, Paris, Payot & Rivages, coll. « Payot suspense » (2008)  (ISBN 978-2-228-90322-6) ; réédition, Paris, Pocket, coll. « Presses-Pocket » no 14030 (2010)  (ISBN 978-2-266-19377-1)

## Adaptation
- 1993 : In the Shadows, Someone's Watching, téléfilm américain réalisé par Richard Friedman, adaptation du roman Le Rôdeur (Someone's Watching), avec Joan Van Ark et Chris Noth

## Sources
: document utilisé comme source pour la rédaction de cet article.
- Claude Mesplède (dir.), Dictionnaire des littératures policières, vol. 2 : J - Z, Nantes, Joseph K, coll. « Temps noir », 2007, 1086 p. (ISBN 978-2-910-68645-1, OCLC 315873361), p. 81-82.